# El Rati Horror Show
El Rati Horror Show es una película documental argentina  de 2010 dirigida por Enrique Piñeyro y Pablo Tesoriere. Esta retrata la dramática historia de Fernando Carrera, un hombre común condenado injustamente a treinta años de cárcel, no por error sino de manera deliberada, a través de la manipulación de una causa judicial después de la Masacre de Pompeya. Fue estrenada el 16 de septiembre de 2010.
Esta película fue declarada de Interés Cultural y Social por la Legislatura de la Ciudad Autónoma de Buenos Aires. El título del film hace referencia a la popular cinta inglesa The Rocky Horror Picture Show.

## Sinopsis

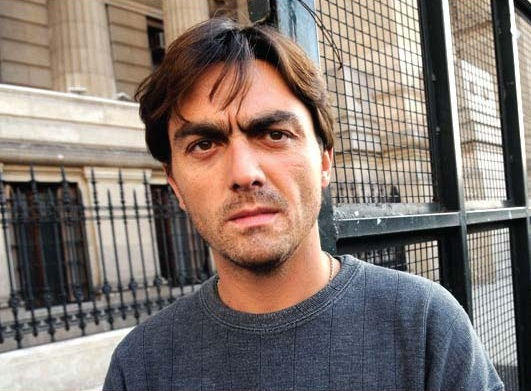
Fernando Ariel Carrera en 2016.

La película toma como punto central la manera en que se fraguó la causa de Fernando Ariel Carrera (n. 1978), un empleado de 27 años, casado, con tres hijos y sin antecedentes penales. Carrera, mientras manejaba su automóvil, es confundido por policías de civil (que circulaban sin identificación y en un auto particular con pedido de secuestro) y que estaban persiguiendo a uno o unos ladrones, es baleado por estos. Carrera recibe un disparo de bala en la mandíbula y este, al estar en estado de inconsciencia, sigue su curso y atropella y mata a tres personas. Los policías se bajan de su auto y disparan a matar a Carrera; este recibe 18 impactos de bala y milagrosamente sobrevive y es llevado a juicio. La manipulación y alteración de la evidencia en el lugar de los hechos; la manipulación por parte de la instrucción policial de los testimonios de los escasos testigos llamados a declarar; la manipulación de todos los medios nacionales por parte de Rubén Oscar Maugeri, un falso peluquero, testigo clave de los hechos y presidente de la Asociación de Amigos de la Comisaría 34.

## Reparto
Intervinieron en el filme los siguientes intérpretes:
- Enrique Piñeyro
- Germán Cantore
- Agustín Negrussi
- Andrés Bagg
- Fernando Ariel Carrera
- Renato Quattordio

## Recepción
La película tuvo muy buenas críticas por parte de la prensa especializada. El sitio de internet IMDb la calificó con 7,3 sobre 10 entre los usuarios.
En los medios argentinos también tuvo buenas calificaciones. El diario Clarín le puso "muy buena", Miguel Frías argumenta "Enrique Piñeyro demuestra que no sólo logra esa contundencia en temas vinculados con la aviación. Despreocupado por el academicismo y la cinéfilia, el realizador –que parece disfrutar a fondo su condición de francotirador cinematográfico- dispara con armas eficaces, inteligentes, directo al blanco: antes, a la inseguridad aérea en la Argentina; ahora, a la inseguridad en tierra, a manos de la policía de gatillo fácil y los jueces que la permiten o encubren".
En su edición digital el diario La Nación también la calificó de "muy buena", donde Natalia Trzenko comenta: "Todo lo que se exhibe aquí fue pensado y resuelto para que el espectador se meta de lleno en una historia que involucra la muerte de tres personas y una conspiración policial que terminó con la condena a treinta años de cárcel para Fernando Ariel Carrera".
El diario Página 12 la calificó con 8 sobre 10. Horacio Bernades dice: "El director Enrique Piñeyro organiza el relato con sentido narrativo y utiliza herramientas cinematográficas para intentar, de modo preciso y demoledor, que se reabra un caso policial".

El final de la película fue modificado luego de su estreno, ya que se actualizó la situación de Fernando Carrera y mostrando su liberación el 6 de junio de 2012.
En noviembre de 2016, Enrique Piñeyro presentó un teaser a través de su cuenta de Twitter sobre su nueva película, El Rati Horror Show 2. En este teaser se puede ver como apunta a desenmascarar las mentiras que algunos periodistas difundieron acerca del caso. Se ve al conductor de TN, Ricardo Canaletti, dando al aire información falsa sobre la patente de un auto. Piñeyro teatraliza sus cuestionamientos y hasta utiliza un muñeco que interpreta a Canaletti.